# Bitwa pod Gammelsdorf
Bitwa pod Gammelsdorf miała miejsce dnia 9 listopada 1313 r. w Górnej Bawarii. Starły się w niej wojska Wittelsbachów pod wodzą księcia Ludwika IV oraz siły Habsburgów Fryderyka III Pięknego. 
Po śmierci książąt z dynastii Wittelsbachów Stefana I i Ottona III, w Bawarii doszło do sporów dynastycznych. Roszczenia do władzy wysunął Ludwik IV Bawarski, który zajął najważniejsze miasta bawarskie Landshut i Straubing. Ludwik nie uznawał przy tym prawa synów obu książąt do dziedziczenia tronu. Wdowy po zmarłych władcach oraz szlachta z Dolnej Bawarii nie zaakceptowali takiego stanu rzeczy, zwracając się o pomoc do Fryderyka Pięknego Habsburga. Jesienią 1313 r. konflikt pomiędzy Habsburgami a Wittelsbachami z Górnej Bawarii przybrał na sile, a jego wynikiem była bitwa pod Gammelsdorf.
Armia austriacka wyruszyła z kierunku wschodniego, obierając kurs na Górną Bawarię. W skład tych sił wchodziła w większości szlachta z Dolnej Bawarii, popierająca Habsburgów. Na jej czele stanął Albrecht z hrabstwa Hals. Wojska Ludwika składały się natomiast ze szlachty z Górnej Bawarii, a także z mieszczan z Dolnej Bawarii. 
Bitwa miała miejsce dnia 9 listopada 1313 r. w pobliżu Gammelsdorf. W jej wyniku armia Fryderyka III i rycerstwo z Dolnej Bawarii zostało rozbiite przez oddziały Ludwika IV. Zwycięstwo to umocniło panowanie Ludwika w Dolnej i Górnej Bawarii.
Bitwa pod Gammelsdorf zapoczątkowała całą serię zatargów o władzę pomiędzy dynastią Wittelsbachów a Habsburgami na terenie Niemiec. Dla upamiętnienia zwycięstwa Ludwika Bawarskiego, w roku 1842 w Gammelsdorf wzniesiono pomnik w formie gotyckiej fiali. W witrażach postawionego w latach 1880–1881 kościoła parafialnego St. Vitus w Gammelsdorf przedstawiono sceny z bitwy pod Gammelsdorf oraz herby bawarskich miast, których siły zaangażowano w walce.